# Curuapira apyama
Curuapira apyama är en skalbaggsart som beskrevs av Martins och Maria Helena M. Galileo 2005. Curuapira apyama ingår i släktet Curuapira och familjen långhorningar. Inga underarter finns listade i Catalogue of Life.